# Visadienst
Visadienste (auch Visaservice) sind Unternehmen, die gegen Gebühr Aufenthalts- und Arbeitserlaubnisse beschaffen. Dabei beraten sie ihre Kunden darüber, welches Visum er braucht und welche Unterlagen zur Bearbeitung benötigt werden. 
Auch Rechtsanwälte bieten diese Dienstleistung an.